# 鬼方
鬼方，中國古代國家，存在於商代，源自曾与轩辕黄帝联姻的氏族−大隗氏。鬼方大約位於今陝西北部、山西西北部和內蒙古西部。

## 歷史
在商朝時，將其他國家稱“方”，相當於“邦”的意思，例如：土方、𢀛方、苦方、龍方、馬方、蜀方、盂方、羌方、𠭯方、轡方、二邦方等。甲骨文卜辭中曾記載這個國家。
殷王室与鬼方亦有联姻，而且鬼侯已位列三公。雖有不少文獻中記載高宗伐鬼方，如《易經》，武丁征调大批军队，命贵族震率领进攻鬼方。经过三年的战争，终于打败了鬼方军队。鬼方停止侵商，商朝与鬼方建立起友好关系，但甲骨文的卜辭中並沒有對鬼方用征或伐的明顯文句 。
鬼方常與昆戎、洛泉、昆夷、緄夷、串夷等混用。

## 居住方位
一般認為鬼方居住在商朝的西北，如清人方濬益認為：“鬼方自是西方諸戎之通稱。”
《竹書記年》記載，武丁三十二年，征伐鬼方時，曾在荊停留。荊州位於今天中華人民共和國湖北省，因此也有鬼方位於湖北的說法。

## 後代
據《世本》記載，陸終曾與鬼方聯婚，成為楚國王室先祖。漢代的先零羌也是鬼方後代。
《世本》也記載黃帝曾與鬼方聯姻。

## 研究
目前對鬼方的起源及發展，學術界有多種說法，尚未有定論。近人王國維認為鬼方即匈奴的前身，也有观点认为鬼方来自贝加尔湖，主要活动于蒙古高原，并南下河套地区，顺黄河进入陕西及山西地界，也叫赤狄，是丁零、回纥和当代裕固族、维吾尔族的祖先。
因鬼方先祖女隤有從肋生子的傳說，與波斯及印度傳說相近，學者饒宗頤認為鬼方可能為印歐人。
學者黃文弼認為，鬼方、葷粥、混夷、獫狁等，皆為古代羌族，與匈奴種族不同。
林沄從体质人类学、自然环境等角度分析，認為先秦戎狄與後世匈奴等游牧民族並沒任何關係。有考古學家將陝北的「李家崖文化」比擬為商代的「鬼方」，李家崖文化的先民是以山地农业经济为主，并经营少量畜牧活动的生业形态。
據2006年發掘的西周倗伯墓，據墓中文字，學者李零考證倗國為隗姓狄人，並將其先祖上追至鬼方。
根據殷墟中發現的銅矛等青銅兵器來自於塞伊瑪-圖爾賓諾文化，中華人民共和國考古學者林梅村認為鬼方是位於阿爾泰山脈的塞伊瑪-圖爾賓諾文化所建立的國家。

### 引用
1. ↑  杨建敏《黄帝·鬼方与大隗》
2. ↑  《帝王世纪》记载“纣以鬼侯为三公。鬼侯有女美，而进之于纣”。
3. ↑  《易·既濟》上說：“高宗伐鬼方，三年克之。”《周易·未济》：“九四，贞吉，悔亡，震用伐鬼方，三年有赏于大国。”
4. ↑  王玉哲，〈鬼方考補證〉，收於《古史集林》，頁310。）
5. ↑  方濬益，《綴遺齋彝器考釋》上冊（台北：台聯國風出版社，民國65年），頁 285
6. ↑  《竹書記年》：「武丁三十有二祀，伐鬼方，次於荊。」
7. ↑  《大戴禮記》〈帝繫〉：「陸終氏娶于鬼方氏，鬼方氏之妹謂之女隤，氏產六子；孕而不粥，三年，啟其左脅，六人出焉。其一曰樊，是為昆吾；其二曰惠連，是為參胡；其三曰籛，是為彭祖；其四曰萊言，是為云鄶人；其五曰安，是為曹姓；其六曰季連，是為羋姓。」
8. ↑  《水經注》〈洧水〉：「世本曰：『陸終娶鬼方氏之妹，謂之女隤，是生六子，孕三年，啟其左肋，三人出焉；破其右肋，三人出焉。』」
9. ↑  《昭明文選》〈趙充國頌〉李善註：「《世本》注曰：『鬼方於漢，則先零戎是也。』」
10. ↑  《竹書記年》：「武丁三十有二祀，伐鬼方，次於荊。」《集註》：「世本：『黃帝娶於鬼方氏。』」
11. ↑  杨圣敏. .  中国古代北方民族史丛书 ISBN 9787563374519. 广西师范大学出版社. 2008-5  [2019-05-24]. ISBN 978-7-5633-7451-9. （原始内容存档于2021-03-05）.
12. ↑  . www.kaogu.net.cn. The Institute of Archaeology (CASS Chinese Academy of Social Sciences).   [2024-01-08]. （原始内容存档于2019-09-16）. There is research on the ethnic image of the northern nomadic people of the Altaic language family. It may be that this is the image of the Xianyun tribe that once posed a serious military threat to the northern border of the Zhou Dynasty. They were called "Ghost people" (Guifang) because they looked different from the Chinese. 有考证系阿尔泰语系的北方游牧民族人种形象。可能是曾经对周朝北方边境构成严重军事威胁的猃狁部族，因相貌异于华夏，被称作“鬼方”。
13. ↑  黃文弼〈論匈奴族之起源〉：「余按鬼方、葷粥、混夷、獫狁皆古之羌族，與匈奴異。自太史公混为一族，遂今後世，羌、胡不分也。」，收入《黃文弼歷史考古文集》，北京文物出版社，1989年出版。
14. ↑  林沄《戎狄非胡論》
15. ↑  呂智榮在〈鬼方文化及相關問題初探〉一文中說“而且在李家崖古城址中出土了‘鬼’字陶文。我們以上述資料研究進而認為，李家崖文化是與鬼方先民有關的文化遺存，當稱它‘鬼方文化’。”
16. ↑  . 人民网. 2014-12-22  [2020-07-13]. （原始内容存档于2020-03-25）.

### 書目
- 王國維：《鬼方昆夷玁狁考》